# Manuale (organo)

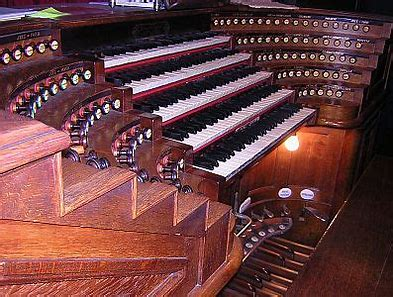
La consolle dell'organo maggiore della chiesa di San Sulpizio a Parigi, costruito da Aristide Cavaillé-Coll nel 1862.

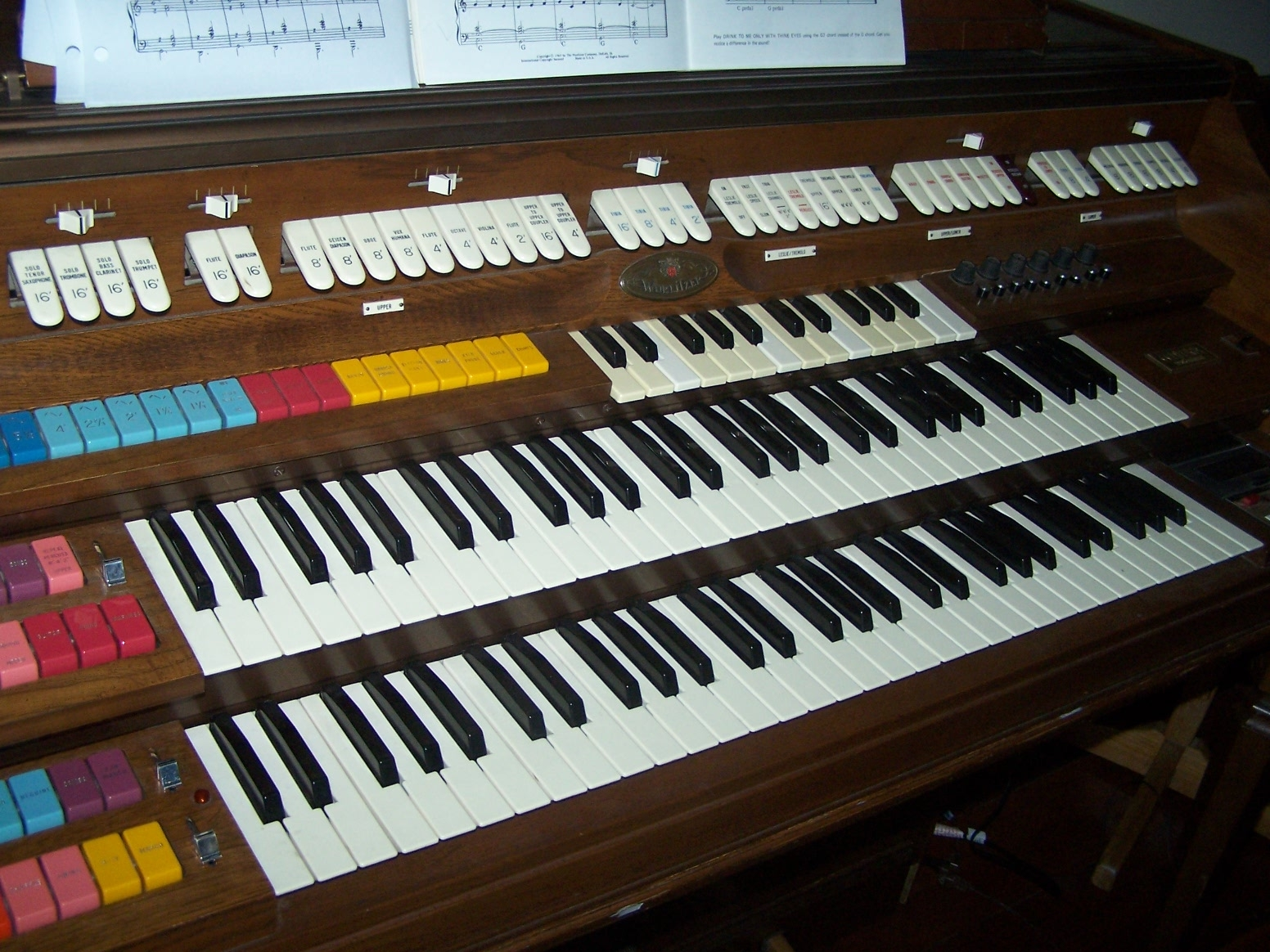
Un organo elettronico a tre manuali. I due manuali inferiori hanno ciascuno cinque ottave, mentre quello superiore comprende due ottave.

In musica, il manuale è una tastiera progettata per essere suonata con le mani, su uno strumento come un organo, un clavicembalo, un clavicordo, una melodica o un sintetizzatore. Il termine "manuale" è usato per ogni tastiera di questi strumenti per essere distinta dalla pedaliera, che è una tastiera suonata dall'organista con i piedi. È corretto usare "manuale" piuttosto che "tastiera", quindi, quando ci si riferisce alle tastiere manuali su qualsiasi strumento che ha una pedaliera.
La musica scritta per essere riprodotta solo sui manuali (invece di usare la pedaliera) può essere segnata con l'espressione latina manualiter (termine attestato per la prima volta nel 1511, ma particolarmente comune nel XVII e nel XVIII secolo).

## Panoramica
Organi e sintetizzatori possono avere, di solito, più di un manuale; molti strumenti domestici hanno due manuali, mentre la maggior parte degli organi più grandi ne ha tre o quattro. Organi a canne e da teatro elaborati possono avere cinque o più manuali. I manuali sono inseriti nella consolle (o keydesk).

La disposizione di un manuale è, più o meno, lo stesso della tastiera di un pianoforte, con i tasti lunghi, solitamente avorio o chiaro-colorati (per le note naturali della scala occidentale) e quelli più corti, solitamente ebano o scuro-colorati (per i cinque diesis o bemolli). Un tipico manuale d'organo è formato da cinque ottave, cioè da 61 tasti. La tastiera di un pianoforte, al contrario, ha normalmente 88 tasti; alcuni pianoforti elettrici e digitali hanno meno tasti, da 61 a 73. Alcuni organi elettronici più piccoli possono avere manuali di quattro ottave o meno (25, 49, 44 o anche 37 tasti). I cambiamenti nella registrazione attraverso l'uso di manopole, linguette d'arresto o altri meccanismi per controllare i registri dell'organo, permettono a tali strumenti di raggiungere e aggregare la gamma ben oltre i pianoforti ed altri strumenti a tastiera anche con manuali di passo più corto e dimensioni più piccole.

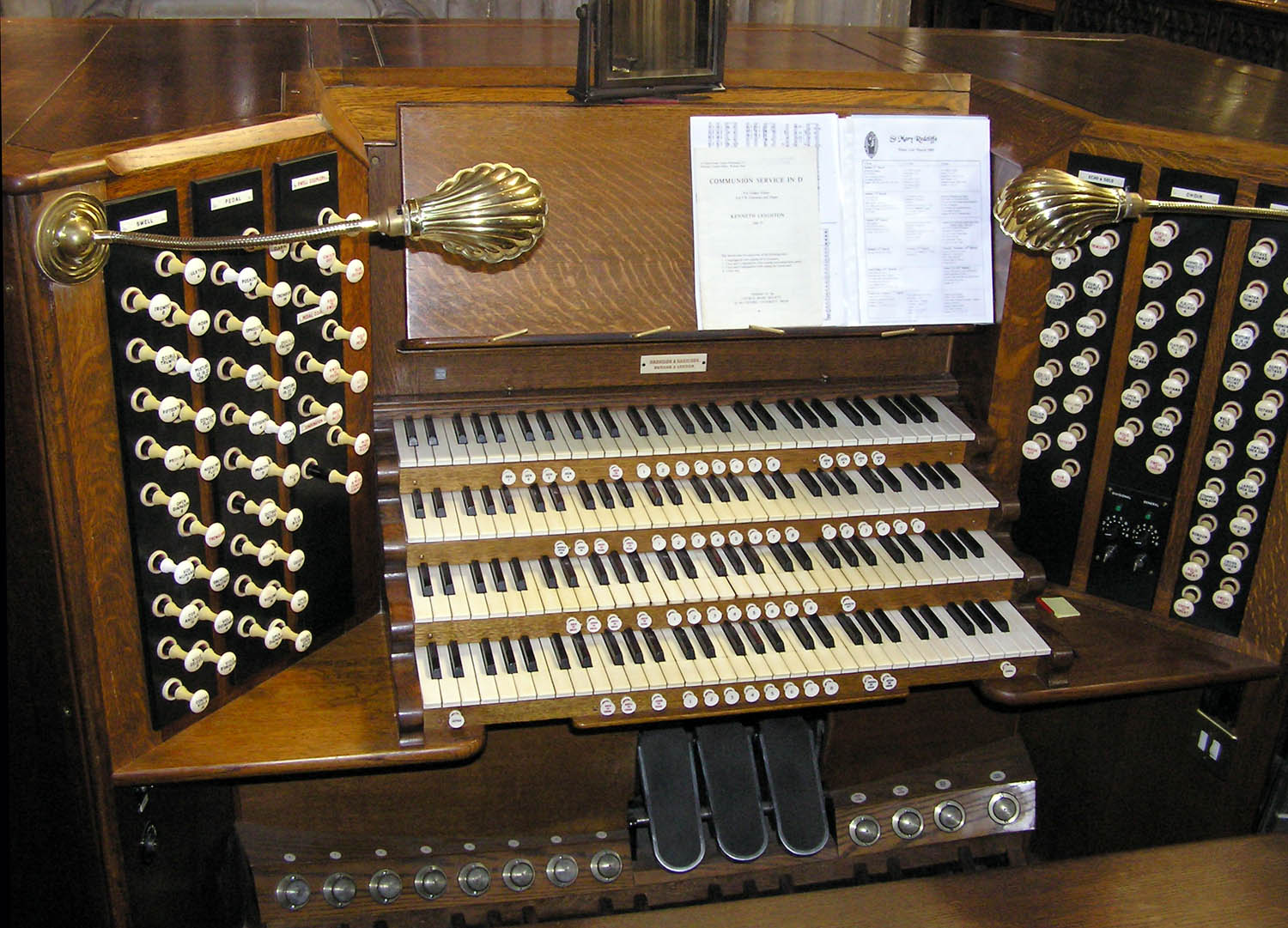
La consolle dell'organo della chiesa di St. Mary Redcliffe a Bristol (Inghilterra) con quattro manuali.

In organi elettronici e sintetizzatori più piccoli, i manuali possono comprendere meno ottave e possono anche essere sfalsati con il più basso e, a sinistra, l'ottava di quello superiore. Questa disposizione incoraggia l'organista a suonare la linea melodica sul manuale superiore mentre suona la linea armonica, l'accordo o la linea di basso sul manuale inferiore.
Negli organi a canne, ogni manuale riproduce un sottoinsieme specifico di ogni registro; organi elettrici (ad es., l'organo Hammond) ed elettronici possono emulare questo stile sonoro. Gli organi Hammond si distinguono dagli organi a canne poiché, mentre negli organi a canne si può tirare e spingere (cioè, attivare e disattivare) ogni registro, gli organi Hammond hanno tipicamente dei drawbar, in modo che il suonatore possa controllare quanto ogni "fila di canne" (ad es.: 16', 8', 4', 2', ecc.) che desidera utilizzare. I sintetizzatori possono programmare manuali separati per emulare suoni di varie sezioni orchestrali o vari strumenti, utilizzando suoni digitali imitativi, campionando strumenti reali o utilizzando suoni interamente sintetizzati. Nei sintetizzatori digitali, un esecutore può produrre i suoni di un'intera orchestra attraverso l'uso di tutti i manuali disponibili in combinazione con la pedaliera e i vari controlli di registrazione.

## Confronto con la tastiera del pianoforte
Nonostante la superficiale somiglianza con la tastiera del pianoforte, i manuali dell'organo richiedono uno stile di esecuzione assai diverso. I tasti dell'organo spesso richiedono meno forza per schiacciare, rispetto a quelli del pianoforte. Quando un tasto d'organo è abbassato, la sua nota continua a suonare allo stesso volume finché l'organista non rilascia il tasto, a differenza di un tasto di pianoforte, la cui nota svanisce gradualmente man mano che svaniscono le vibrazioni delle corde. D'altra parte, mentre il pianista può permettere alla nota del pianoforte di continuare a suonare per qualche istante dopo aver alzato le mani dai tasti che abbassano il pedale sustain, la maggior parte degli organi non ha alcun controllo corrispondente e, quando l'organista rilascia il tasto, la nota cessa. L'eccezione è costituita da alcuni strumenti elettronici moderni e da aggiornamenti relativamente contemporanei alle console degli organi a canne da teatro, aventi una leva del ginocchio che sostiene gli accordi o le note precedenti. La leva del ginocchio permette a un organista di tenere un accordo o una nota durante una corona o una cadenza, liberando così le mani per girare una pagina nello spartito, cambiare i registri, dirigere un coro o un'orchestra, o passare le mani a un altro manuale.
Un'altra diversità è quella del controllo dinamico. Al contrario dei tasti del pianoforte, la forza con cui l'organista abbassa il tasto non ha alcuna relazione con la risonanza della nota; l'organista, invece, controlla il volume attraverso l'uso dei pedali d'espressione. Mentre la nota di pianoforte, quindi, può solo decadere, la nota d'organo può aumentare di volume o subire altri cambiamenti dinamici. Alcuni strumenti elettronici moderni permettono al volume di variare con la forza applicata al tasto e permettono all'organista di sostenere la nota e alterare sia il suo attacco che il suo decadimento in una varietà di modi. Per esempio, gli organi Hammond hanno, spesso, un pedale d'espressione che permette all'esecutore di aumentare o diminuire il volume di una nota, un accordo o un passaggio. Tutte queste variazioni significano che la tecnica di suonare l'organo e la musica risultante sono, entrambe, molto diverse da quelle del pianoforte. Tuttavia, il pianista addestrato può suonare un repertorio d'organo basilare con poca difficoltà, anche se la musica per organo più avanzata richiederà una formazione specializzata come il musicista deve imparare a suonare su più manuali, set di registri e altri controlli durante l'esecuzione e suonare la pedaliera con i piedi.

## Organi elettromeccanici
Uno dei tipi chiave di organi elettromeccanici, l'organo Hammond, ha due manuali. Ogni manuale è dotato di drawbar, che vengono utilizzati per controllare la registrazione per ognuno di essi.

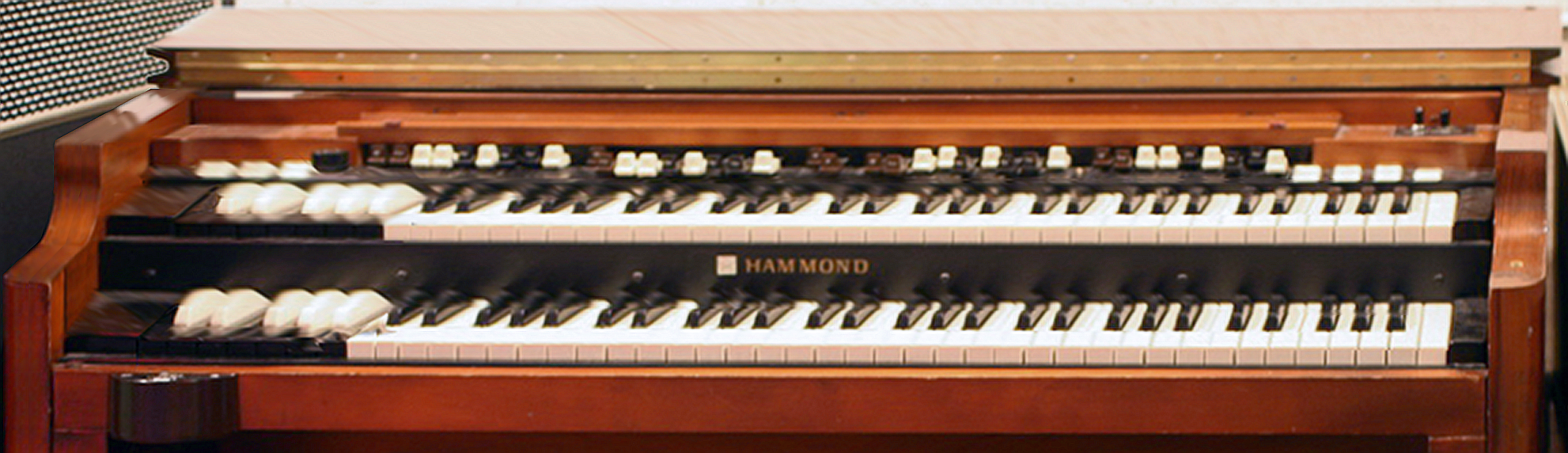
L'organo Hammond ha due manuali.

## Tipi di manuali e relativi controlli
Di solito vengono utilizzati vari manuali su organi a canne per suonare registri da una varietà di divisioni che raggruppano una serie di toni diversi. Le divisioni sono, solitamente, standardizzate all'interno degli organi a canne appartenenti a determinate regioni; nella scuola inglese di costruzione di organi, le divisioni comuni includono Great, Choir, Swell, Solo ed Echo, mentre gli organi francesi includono comunemente Grand'Orgue, Positif, Récit, ed Écho. Le divisioni organistiche tedesche includono Hauptwerk, Rückpositiv, Brustwerk e Oberwerk, mentre in olandese le divisioni comuni sono Hoofdwerk, Rugwerk, Borstwerk e Bovenwerk. Infine, gli organi a canne da teatro utilizzano le nomenclature Grand'Organo, Accompagnamento, Solo, Bombarda e Orchestrale. I fabbricanti di organi scelgono diverse divisioni per adattarsi al tipo di musica suonata, allo spazio  in cui è installato l'organo, nonché al carattere e al tono desiderato dello strumento. 
Altri controlli vari come registri, pistoni e registrazioni impostate, sono di solito situati accanto ai manuali per consentire all'organista pronto acceso ad essi, durante l'esecuzione. Questo aumenta ulteriormente versatilità dello strumento, in quanto un pistone o un'altra funzione preimpostata può causare più registri da estrarre o spingere automaticamente. Ciò è di particolare beneficio nei pezzi in cui un certo numero di registri deve essere tirato fuori o spinto tra le sezioni. Dispositivi noti come accoppiatori sono a volte disponibili per collegare i manuali, in modo che i registri (e le canne) normalmente riprodotti su un manuale possono essere riprodotti sull'altro.

## Galleria d'immagini

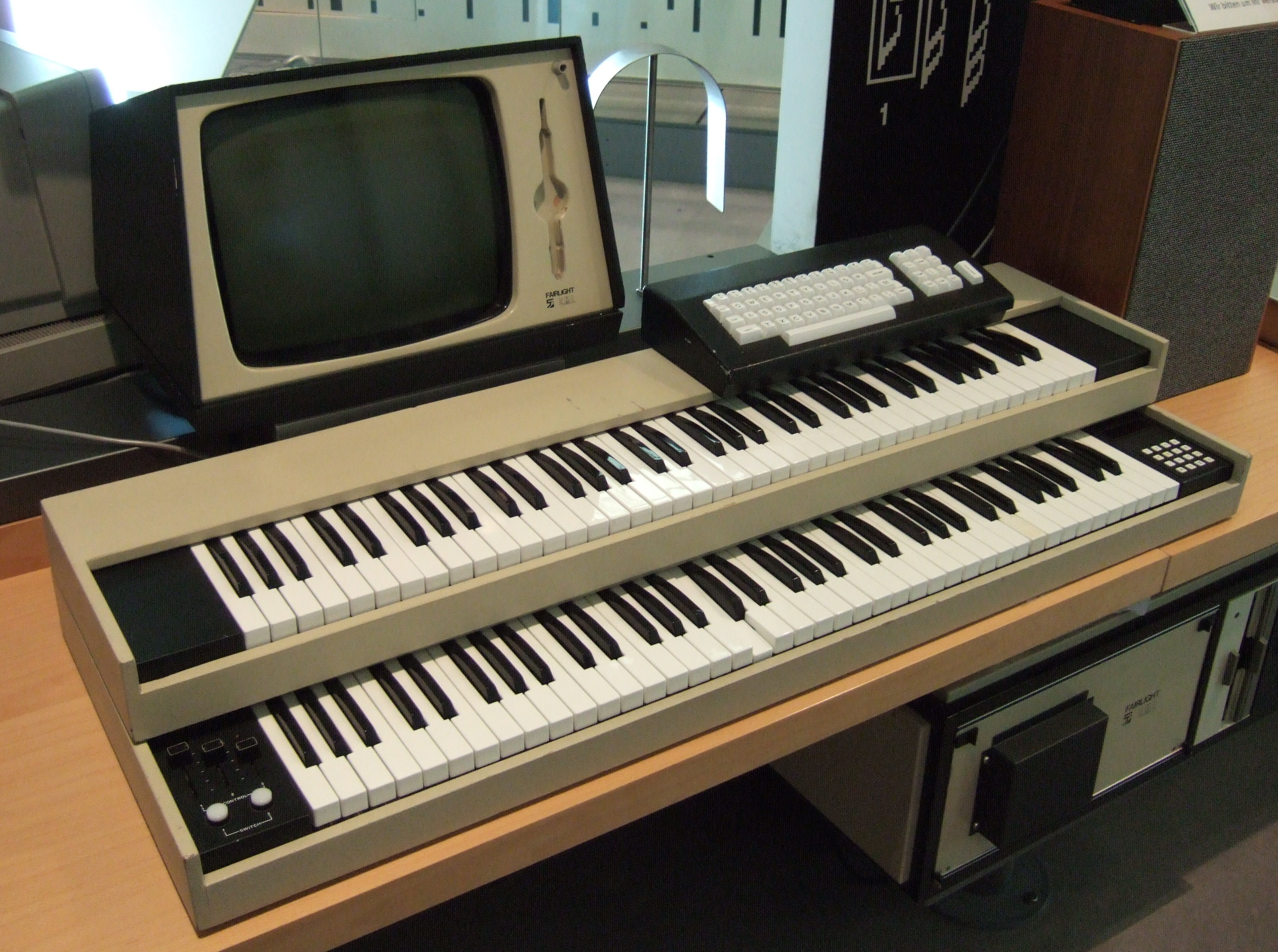
Un campionatore degli anni settanta con due manuali.
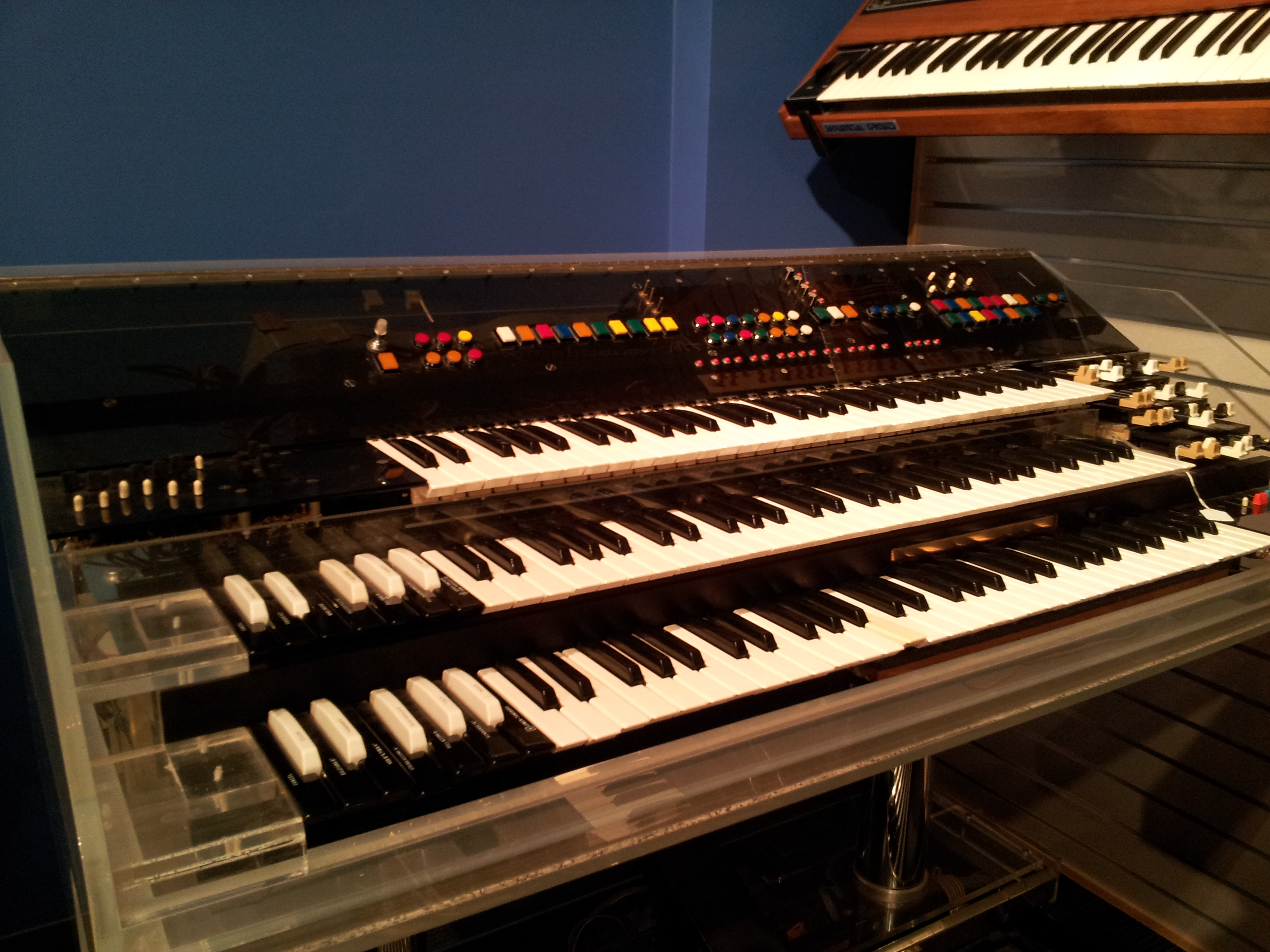
Un organo-sintetizzatore digitale a tre manuali.
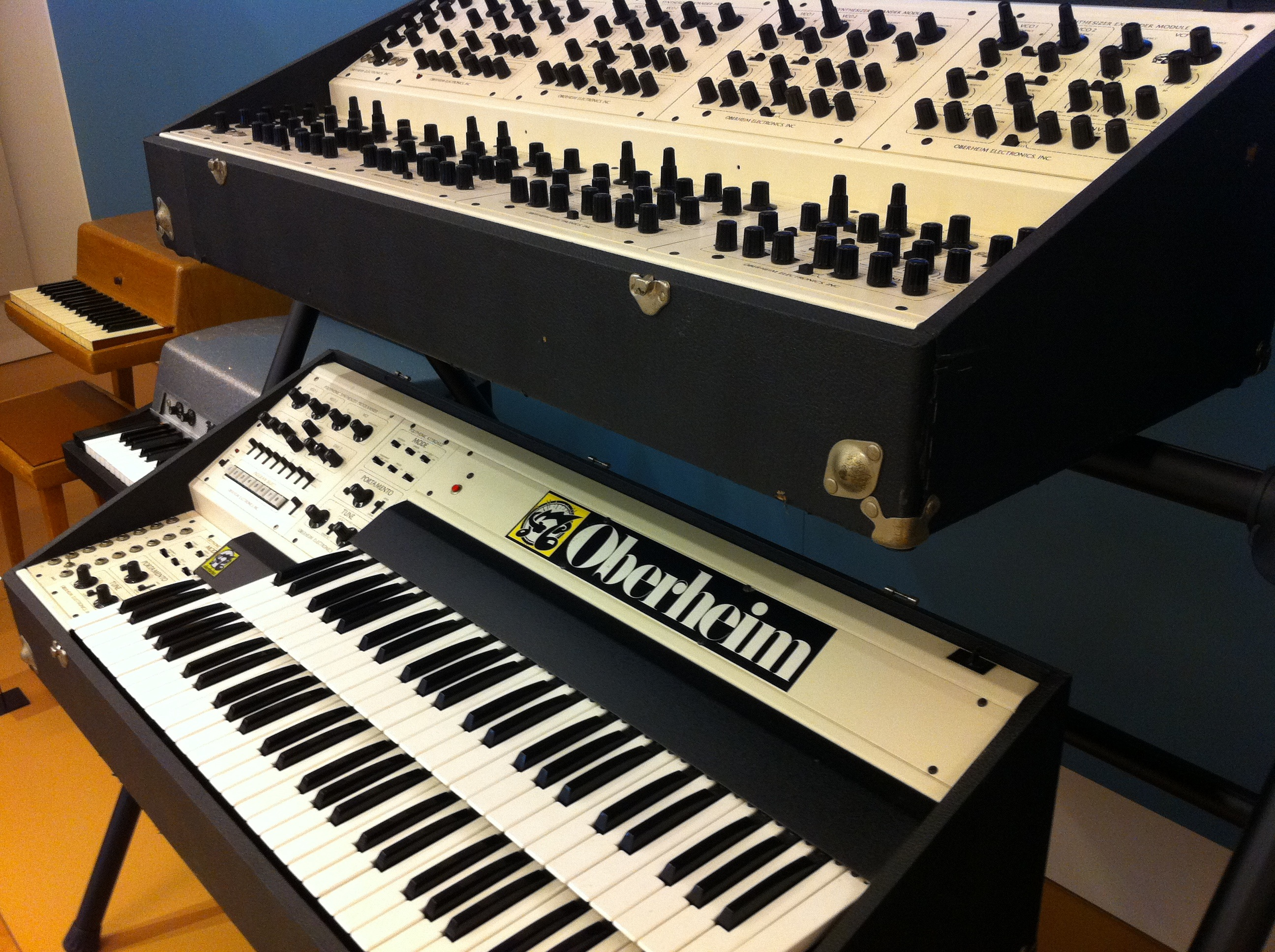
Un sintetizzatore Oberheim Dual Manual.